# Relazioni bilaterali tra Iraq e Israele
Le relazioni bilaterali tra Iraq e Israele riguardano i rapporti diplomatici, commerciali e militari intercorrenti tra i due paesi presi in esame.
L'Iraq non riconosce la legittimità dell'esistenza dello Stato d'Israele e di conseguenza non mantiene con esso alcuna relazione diplomatica formale; dichiarò guerra allo Stato ebraico di nuova formazione già nel 1948, subito dopo la dichiarazione d'indipendenza israeliana e da allora in poi le due nazioni continuano a rimanere tecnicamente in una situazione di belligeranza. Le forze armate irachene parteciparono con invii di contingenti militari sia nel corso della guerra dei sei giorni che della guerra del Kippur.
Nel 1981, rivendicando una minaccia alla propria sicurezza nazionale, l'Heyl Ha'Avir fece sottoporre a bombardamento un reattore nucleare iracheno in via di costruzione ad Al Tuwaitha, a Sud-est di Baghdad; un attacco - l'Operazione Babilonia - a cui il regime di Saddam Hussein si trovò impossibilitato a rispondere. Durante la guerra del Golfo (1990-91) vennero lanciati 42 missili balistici SS-1 Scud modificati contro Israele, senza però ottenere la minima risposta militare da parte delle Forze di difesa israeliane, innanzitutto a causa delle pressioni esercitate dalla presidenza di George H. W. Bush le quali gli imposero di non attuare ritorsioni di sorta.
L'Iraq continua ad essere un forte sostenitore del boicottaggio della Lega Araba contro Israele. Il passaporto iracheno non risulta essere valido per i viaggi compiuti in Terra d'Israele e, viceversa, il passaporto israeliano non è valido per l'ingresso in Iraq. Secondo la normazione israeliana l'Iraq - assieme ad un certo numero di altri paesi arabi e musulmani - viene definito come una "nazione nemica"; pertanto i possessori di cittadinanza israeliani non lo possono visitare senza un permesso speciale rilasciato direttamente dal ministero degli Interni.

## Storia

### Fino al 2003
L'impero britannico negli anni 1930 costruì l'oleodotto Kirkuk-Haifa il quale partì dall'Iraq occidentale attraverso l'emirato della Transgiordania allora governato dagli inglesi fino a raggiungere Haifa nel mandato britannico della Palestina. Immediatamente dopo l'istituzione dello Stato d'Israele il 14 maggio del 1948 le forze armate dell'alleanza araba - compreso l'Al-Quwwat al-Barriyya al-ʿIrāqiyya - invasero l'ex territorio mandatario e l'oleodotto venne chiuso con il gasdotto deviato attraverso una diramazione per Tripoli e in Siria.
Al termine della guerra arabo-israeliana del 1948, che vide la completa sconfitta del mondo arabo, l'Iraq fu l'unico paese coinvolto a non voler firmare alcun accordo di cessate il fuoco; da allora in poi i due paesi continuano ad essere tecnicamente in uno stato implicito di guerra.
Nonostante non condivida alcuna linea di confine con Israele l'Iraq si rivelò essere uno degli attori maggiormente importanti nel pluridecennale conflitto arabo-israeliano in corso. Le truppe irachene presenti in Giordania rimasero coinvolte nella guerra dei sei giorni del 1967 (e nuovamente sconfitte), subendo la perdita di 10 soldati; il conflitto finì prima che gli iracheni potessero avere il tempo d'intraprendere una qualsiasi seria azione offensiva.
La nazione araba ebbe altresì un ruolo molto più importante nella guerra del Kippur di 6 anni dopo, quando inviò 30.000 uomini, tra i 250 e i 500 carri armati e 700 unità di veicolo trasporto truppe al Fronte siriano proprio mentre questi ultimi si stavano trovando sull'orlo del collasso. Contrattacchi combinati impedirono alle Forze di difesa israeliane di avanzare ulteriormente in Siria, pur non riuscendo in alcuna maniera a respingerle. Anche questa guerra si concluse con un'ennesima sconfitta araba, con le truppe israeliane a 40 Km da Damasco.
Sotto la dittatura di Saddam Hussein Israele considerò l'Iraq come una delle principali minacce alla propria difesa. L'azione militare venne intrapresa da Israele quando si prese la decisione di bombardare il reattore nucleare a fissione di Osirak nel 1981, citando la possibilità che il regime avrebbe potuto utilizzarlo per produrre armi nucleari. In quel momento S. Hussein, essendo impegnato nella guerra Iran-Iraq contro il Marja' Ruhollah Khomeyni, non ebbe l'occasione di rispondere.
Nel corso di questo conflitto lo Stato ebraico fornì un sostegno clandestino all'Iran, considerandolo una minaccia molto meno seria di quella rappresentata dalla controparte in lotta. Con lo scatenamento della guerra del Golfo causata dell'invasione irachena del Kuwait avvenuta nell'estate del 1990, senza aver ricevuto alcuna provocazione, l'Iraq sparò 42 missili SS-1 Scud contro Israele, con l'obiettivo dichiarato di trascinarlo nel conflitto e quindi mettere in pericolo la coalizione internazionale guidata dagli Stati Uniti d'America ed alla quale partecipavano diversi paesi arabi.
Dopo avere pressantemente sollecitato l'alleato mediorientale a rimanere fuori dalla guerra gli USA ottennero l'assicurazione che Israele non avrebbe reagito.
Secondo l'autore e accademico britannico Nigel J. Ashton nel 1995 il primo ministro di Israele Yitzhak Rabin avrebbe inviato un messaggio a Saddam Hussein tramite l'intermediazione di Husayn di Giordania, chiedendogli un incontro; nelle intenzioni di Rabin vi fu quindi la speranza che una pacificazione proprio con l'Iraq avrebbe forse potuto incoraggiare anche Iran e Siria a fare altrettanto. l'assassinio di Yitzhak Rabin avvenuto nel novembre seguente pose così bruscamente fine al contatto avviato tra i due governi.
Lo stesso premier aveva supervisionato l'Operazione Bramble Bush, un fallito piano risalente al 1992 per attentare alla vita del dittatore utilizzando i commando di Sayeret Matkal. S. Hussein era ampiamente venerato nel mondo arabo per la sua posizione pro-nazionalismo palestinese ed in quanto forte sostenitore di diverse azioni di guerriglia e organizzazioni militanti; ancora durante la seconda intifada l'Iraq diede un sostegno monetario alle famiglie dei terroristi degli attacchi suicidi.

### Dal 2003
Nel 2003 una coalizione di nazioni guidata dagli Stati Uniti d'America e dal Regno Unito rovesciò il governo di Saddam Hussein in uno sforzo congiunto denominato Operazione Iraqi Freedom; sebbene Israele non fosse incluso in essa vi furono ampie indicazioni del suo sostegno. Secondo John Kerry, Benjamin Netanyahu (in quanto allora privato cittadino) era profondamente incline alla conoscenza del progetto e all'approfondimento dei fatti che condussero alla scelta bellica e quindi all'importanza di invadere l'Iraq.
In The Washington Post è stato riportato che Israele stesse sollecitando i funzionari della presidenza di George W. Bush a non ritardare ulteriormente un attacco militare contro il regime; venne inoltre appurato in un rapporto che l'intelligence israeliana fornì agli USA notizie allarmanti sul presunto programma iracheno di sviluppo di armi di distruzione di massa.
Al contrario alcuni hanno invece sostenuto che Israele non ha avuto nessun un ruolo importante o di rilievo nello spingere verso la guerra; secondo l'ex sottosegretario del Dipartimento della difesa degli Stati Uniti d'America Douglas J. Feith i funzionari israeliani non hanno spinto le loro controparti statunitensi ad avviare la guerra in Iraq. In un'intervista concessa a Ynet, Feith ha affermato che "quello che ho sentito dagli israeliani non era un modo di difendere la guerra contro l'Iraq" e che "ho saputo da funzionari israeliani attraverso discussioni private che non erano veramente concentrati sull'Iraq... erano altresì molto più concentrato sul pericolo prefigurato dall'Iran".
L'ex primo ministro dell'Iraq Iyad Allawi ha affermato nel 2004 che il proprio paese non avrebbe intraspeso un'opera di riconciliazione della sua differenza di ideologia con Israele.
Il 1º luglio del 2008 il ministro della Difesa israeliano Ehud Barak ha stretto la mano e si è incontrato brevemente con il presidente dell'Iraq Jalal Talabani nell'ambito di una conferenza dell'Internazionale Socialista svoltasi in Grecia. I due erano entrambi presenti in qualità di rappresentanti dei rispettivi partiti politici, ovvero il Partito Laburista Israeliano e l'Unione Patriottica del Kurdistan.
Il deputato iracheno Mithal al-Alusi ha visitato per due volte Israele; la prima nel 2004 e di nuovo nel 2008, attirando la protesta di molti nel governo del suo paese; egli ha chiesto l'avvio di relazioni diplomatiche stabili e una collaborazione d'intelligence militare tra le due nazioni.
Durante l'Operazione Piombo fuso (2008-09) il governo federale dell'Iraq ha condannato Israele per l'attacco, affermando che "il governo iracheno chiede l'interruzione immediata delle operazioni militari, che le vite dei civili non siano inutilmente esposte al pericolo e chiede alla comunità internazionale di onorare le sue responsabilità e pertanto di adottare le misure necessarie per fermare l'attacco". Il Partito Islamico Da'wa del Primo Ministro Nuri al-Maliki ha invitato i paesi islamici a tagliare le relazioni con Israele e porre così fine a tutti i "colloqui segreti e pubblici" con esso.
Inoltre il leader dello Sciismo iracheno Ali al-Sistani ha chiesto un'azione decisiva da parte degli Stati arabi e musulmani per porre termine agli attacchi israeliani nella Striscia di Gaza; sebbene abbia condannato l'operazione egli ha anche asserito che "sostenere i nostri fratelli solo con le parole non ha senso, considerando la grande tragedia che stanno affrontando".
Dopo il raid e conseguente Incidente della Freedom Flotilla a Gaza nel 2010 un funzionario del governo iracheno, Khairallah al-Basri (e membro della "Coalizione dello stato di diritto islamico" dell'ex premier N. al-Maliki), ha condannato l'attacco descrivendolo come un "nuovo disastro umanitario" nonché "una violazione dei diritti umani e degli standard e della normazione internazionale".
Nel luglio del 2012 il primo ministro N. al-Maliki ha affermato che l'Iraq stabilirà relazioni diplomatiche con tutti i paesi tranne che con Israele.
Alcuni funzionari e leader Curdi - il deputato Farhad al-Atroushi - hanno invero accusato il governo di aver segretamente permesso l'invio di petrolio di contrabbando verso Israele attraverso la Giordania. L'accusa è stata respinta dal vice primo ministro Hussain al-Shahristani e dal "ministro della comunicazione e informazione" giordano Rakan al-Majali. Nouri al-Maliki ha negato l'accusa e, a sua volta, ha incolpato il Kurdistan iracheno di contrabbandare a sua volta petrolio in Israele.